# Grotu (Malilait)
Grotu ist ein osttimoresischer Ort im Suco Malilait (Verwaltungsamt Bobonaro, Gemeinde Bobonaro). Das Dorf liegt im Norden der Aldeia Taimea, auf einer Meereshöhe von 864 m, am Fuß des Berges Harare (894 m). Durch die Siedlung führt die Überlandstraße von Maliana nach Carabau. Westlich schließt sich das Dorf Harare an. Nach Osten gelangt man auf der Straße zum Dorf Gumer. Eine kleinere Straße führt nach Nordosten nach Colobete.
In Grotu befindet sich die Grundschule Taimea. Auf der anderen Seite des Höhenkamms des Berges Harare  liegt der gleichnamige Friedhof. Auf einem kleinen vorgelagerten Hügel, um dem die Überlandstraße herumführt, steht das Uma Lisan („Haus der Riten“) von Grotu.